# Австралийские пограничные войны
Австралийские пограничные войны — серии военных конфликтов между коренными австралийцами и европейскими поселенцами.
Первое вооружённое столкновение состоялось в мае 1788 года; Австралия была в значительной степени покорена британскими колонизаторами к 1830-м годам, однако последние столкновения с аборигенами произошли в начале 1930-х годов. Потери коренных жителей от боевых действий оцениваются по меньшей мере в 20 тысяч человек, потери европейцев — примерно в 2000—2500 человек. Гораздо более разрушительным, однако, было влияние на аборигенов занесённых европейцами заболеваний, которые значительно сократили коренное население в начале XX века и, возможно, ограничили его способность к сопротивлению.

## Предыстория
Первая европейская экспедиция в Австралию с высадкой на поверхность континента, организованная англичанами, состоялась после значительного перерыва в 1770 году под командованием Джеймса Кука; её путь пролегал вдоль восточного побережья Австралии. Тогда же между командой Кука и аборигенами племени тхараваи произошла стычка в заливе Ботан-Бэй, когда люди Кука открыли огонь по аборигенам, своим угрожающим поведением по отношению к ним мешавшим им высадиться на берег и бежавшим после метаний копий в команду и ответных выстрелов. Куку, однако, удалось наладить мирные отношения с племенем кокобуджунджи, когда он поставил свой корабль на ремонт в области современного Куктауна. Кук объявил восточное побережье Австралии колонией Великобритании 28 августа 1770 года.
Британцы приступили к колонизации Австралии в 1786 году. Первый английский губернатор Артур Филлип старался наладить мирные отношения с аборигенами, чтобы избежать конфликтов. Вскоре, однако, начали происходить столкновения между поселенцами и аборигенами: большинство конфликтов возникало тогда когда колонисты охотились на животных, от которых зависело питание аборигенов и истребление которых приводило к голоду среди них.

## История

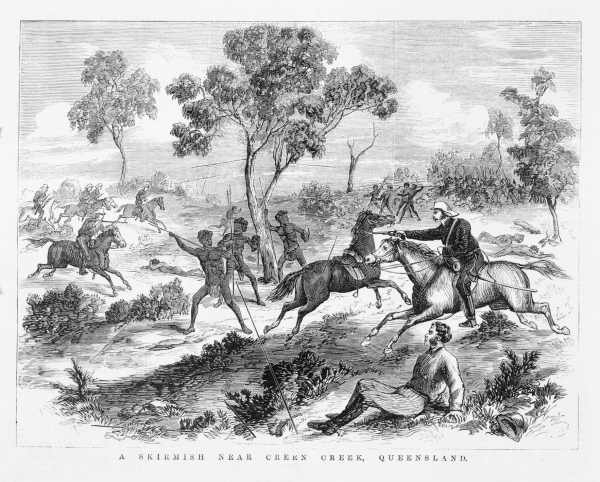
Битва при Крин-Крик (1876 год)

Первые серьёзные столкновения произошли в 1788 году. Местные аборигены были возмущены поведением британцев, ловивших рыбу, и убили пять ссыльных жителей, также один из аборигенов был ранен в результате этого столкновения. Филлип старался избегать конфликтов, но когда его егерь был убит аборигеном-воином Пемулвином, он организовал в 1790 году две карательные экспедиции против аборигенов, правда, не слишком успешные.
В 1800-х годах британцы создали ряд населённых пунктов вдоль побережья Австралии. Столкновения ещё более участились, когда началась конкуренция за охотничьи земли между поселенцами и аборигенами. В сражениях обычно участвовало не так много вооружённых людей, и британские солдаты вовлекались в них очень редко. Потери аборигенов, как правило, были намного выше, чем европейцев, из-за их проигрывания в тактике. Боевая тактика аборигенов была основана главным образом на их охотничьих традициях, и, в отличие, например, от новозеландских маори, они не научились эффективно использовать западное оружие. Из-за небольшого количества противников-поселенцев в крупных сражениях аборигены пытались использовать для достижения победы своё численное превосходство, но далеко не всегда успешно.
В 1850-х годах началось использование новых видов оружия, таких как револьвер Кольта, винтовка Снайдера и винтовка Пибоди-Мартини, что увеличило европейское превосходство ещё больше.
Конистонская резня в 1928 году и события в Каледон-Бэй были последними серьёзными сражениями Австралийских пограничных войн. В Конистоне австралийская полиция убила как минимум 31 аборигена. По некоторым данным, в резне погибло до 110 человек. Массовое убийство было местью за убийство аборигенами Фредерика Брукса, охотника на динго.